# Szczecińska Agencja Artystyczna
Szczecińska Agencja Artystyczna – miejska instytucja kultury organizująca wydarzenia o charakterze kulturalnym, artystycznym i rozrywkowym. Jest jedną z najstarszych polskich agencji artystycznych. Początki jej historii sięgają schyłku lat 40., kiedy tworzono państwowość polską na Pomorzu Zachodnim. Funkcjonującą do dziś nazwę przyjęła w 1975 r.

## Zadania agencji
Szczecińska Agencja Artystyczna realizuje szereg przedsięwzięć artystycznych i rozrywkowych o rozmaitej skali zasięgu, zróżnicowanej ofercie gatunkowej i szerokim przedziale wiekowym. Są to festiwale, koncerty kameralne i masowe, recitale, spektakle teatralne, festyny, pikniki, wystawy, jubileusze i imprezy okolicznościowe. Agencja odpowiada za organizację największych w Szczecinie imprez masowych. Od 2022 SAA zarządza również Teatrem Letnim w Szczecinie, który przeszedł gruntowną przebudowę i został otwarty ponownie 29 lipca 2022 roku.

## Historia instytucji
Początki Szczecińskiej Agencji Artystycznej sięgają schyłku lat 40., kiedy na Pomorzu Zachodnim funkcjonowała delegatura okręgowa Państwowej Organizacji Imprez Artystycznych „Artos”. W latach 1952–1955 rocznie organizowała ponad tysiąc imprez estradowych na terenie województw szczecińskiego i koszalińskiego. W 1955 r. „Artos” został rozwiązany, a jego zadania przejęło Państwowe Przedsiębiorstwo Imprez Estradowych „Estrada” w Szczecinie. W 1960 roku instytucja zmieniła nazwę na Wojewódzkie Przedsiębiorstwo „Estrada”, po czym w tym samym roku przekształcono ją w Wojewódzkie Przedsiębiorstwo Imprez Artystycznych. W 1975 roku przedsiębiorstwo zmieniło nazwę na funkcjonującą do dziś Szczecińską Agencję Artystyczną.
W 1994 r. instytucja przekazana została przez wojewodę szczecińskiego pod zarząd prezydenta Szczecina. Odtąd agencja jest samorządową instytucją kultury, której organizatorem jest Miasto Szczecin. Jej zasadniczym terytorialnym polem działania stał się Szczecin.
Od samego początku instytucja miała na celu zaspakajanie potrzeb kulturalnych społeczności poprzez kreowanie, organizowanie i promowanie działalności artystycznej. Przez dziesięciolecia organizowała liczne koncerty muzyczne, festiwale, spektakle teatralne i imprezy estradowe, zapraszając do udziału w nich najwybitniejszych polskich artystów. Wniosła też znaczny wkład w rozwój polskiej muzyki popularnej. Pod dyrekcją Jacka Nieżychowskiego, jako Wojewódzkie Przedsiębiorstwo Imprez Artystycznych, zrealizowała w 1962 i 1963 roku Festiwal Młodych Talentów – ogólnopolski konkurs muzyczny, który wykreował największe gwiazdy polskiej estrady i spopularyzował big-beatowe brzmienia. To w Szczecinie swoją karierę rozpoczęli Czesław Niemen, Karin Stanek, Helena Majdaniec, Wojciech Gąssowski, Krzysztof Klenczon, Mira Kubasińska, Tadeusz Nalepa, Zdzisława Sośnicka i Halina Frąckowiak. Szczecińska Agencja Artystyczna współpracowała także przy realizacji Festiwalu Pieśni Chóralnej w Międzyzdrojach, Szczecińskiego Tygodnia Teatralnego oraz popularnych dorocznych balów na zamku Książąt Pomorskich. Prowadziła również własne zespoły: orkiestrę „Lekka Kawaleria”, grupę muzyczno-wokalną „Apollon”, zespół jazzowy „Break-Water” i grupę baletową „Staccato”.

## Wydarzenia realizowane przez agencję
- Cykliczne imprezy masowe: Dni Morza, Narodowe Święto Niepodległości, Sylwester, Finał Wielkiej Orkiestry Świątecznej Pomocy, Międzynarodowy Festiwal Sztucznych Ogni „Pyromagic”.
- Cykliczne imprezy kulturalne: Różany Ogród Sztuki, Festiwal Literatury Kobiet GRYFIA, Plener Literacki „Odkryj książkę na nowo”, Międzynarodowe Spotkania Muzyczne „Me.Ba”.
- Imprezy o charakterze miejskim: Urodziny Szczecina, Nagroda Artystyczna Miasta Szczecina i Mecenas Kultury.
- Koncerty artystów zagranicznych: Joe Cocker, Pat Metheny, Deep Purple, Bobby McFerrin, Reamonn, Nelly Furtado, Andrea Bocelli.
- Oprawa artystyczna Finału Regat The Tall Ships’ Races Szczecin w 2007, 2013 i 2017 r. oraz Baltic Tall Ships’ Regatta Szczecin w 2015 r.
- Szczecin Jazz: międzynarodowy festiwal oraz całoroczny projekt muzyczny promujący muzyką jazzową. Powstał w 2016 r. z inicjatywy Sylwestra Ostrowskiego – saksofonisty jazzowego i dyrektora artystycznego festiwalu, oraz Szczecińskiej Agencji Artystycznej – producenta wydarzenia. Festiwalowi przyświeca idea „Jazz comes to you!” – wyjścia z jazzem do szerokiego grona odbiorców poprzez tworzenie urozmaiconych form przekazu. Łatwy dostęp do wydarzeń, przystępne ceny biletów i różnorodna oferta, to główne założenia festiwalu. Koncertom artystów towarzyszą działania edukacyjne i wydawnicze, występy muzyczne w niecodziennych miejscach oraz niekonwencjonalne działania promocyjne. Szczecin Jazz jest partnerem projektu Jazz Sister Cities, zainicjowanego przez miasto Kansas City.
- Festiwal Młodych Talentów: ogólnopolski festiwal muzyczny zainicjowany w 2007 r. przez Polskie Radio Szczecin pod nazwą Festiwal Młodych Talentów „Gramy”. Od 2012 r. organizatorem festiwalu jest Szczecińska Agencja Artystyczna. Festiwal odwołuje się do tradycji szczecińskich Festiwali Młodych Talentów z lat 60., które zaowocowały karierami największych gwiazd polskiej estrady. Obecnie jest jednym z najważniejszych niezależnych konkursów muzycznych w kraju. Celem festiwalu jest promocja młodych wykonawców stawiających pierwsze kroki w branży muzycznej, oraz prezentacja inspirujących zjawisk i produkcji na polskiej scenie muzycznej. Przez 12. dotychczasowych edycji do festiwalowego konkursu zgłosiło się ponad 2000 wykonawców z całego kraju. Zwycięzcami dotychczasowych edycji festiwalu byli: 2007 – Beata Andrzejewska, 2008 – Limbo, 2009 – Ms. No One, 2010 – The Lollipops, 2011 – SoundQ, 2012 – Maja Olenderek Ensamble, 2013 – Oho!Koko, 2014 – Stonkatank, 2015 – Okryjbida, 2016 – Romantic Fellas, 2017 – Blunt Razor, 2018 – Hyper Son. Dyrektorem Artystycznym festiwalu od 2014 r. jest Katarzyna Nosowska. Nagrodę główną funduje wytwórnia muzyczna Kayax.